# Cerasus shikokuensis
Cerasus shikokuensis là loài thực vật có hoa trong họ Hoa hồng. Loài này được (T. Moriya) H. Ohba mô tả khoa học đầu tiên năm 1992.